# Euploca ballii
Euploca ballii är en strävbladig växtart som först beskrevs av Karel Domin, och fick sitt nu gällande namn av Diane och Hilger. Euploca ballii ingår i släktet Euploca och familjen strävbladiga växter. Inga underarter finns listade i Catalogue of Life.